# Filipe Luís
Filipe Luís, właśc. Filipe Luís Kasmirski (ur. 9 sierpnia 1985 w Jaraguá do Sul) – brazylijski piłkarz i trener pochodzenia polskiego. Od 2024 trener Flamengo.
16 lipca 2013 podpisał kontrakt z Chelsea, która zapłaciła za niego 20 milionów funtów. Pierwszego gola dla ekipy z Londynu strzelił po bezpośrednim rzucie wolnym w ćwierćfinale Capital One Cup przeciwko Derby County. Po rocznym pobycie w Anglii powrócił latem do Atlético Madryt.
Pochodzący z Kalisza pradziadek Kasmirskiego przybył do miejscowości Massaranduba w północnej części stanu Santa Catarina w 1886 roku. Matka Kasmirskiego ma włoskie korzenie. Posiada również obywatelstwo włoskie.

## Sukcesy

### Piłkarskie

#### Atlético Madryt
- Mistrzostwo Hiszpanii (1x): 2013/2014
- Puchar Króla (1x): 2012/2013
- Liga Europy UEFA (2x): 2011/2012, 2017/2018
- Superpuchar Europy UEFA (2x): 2012, 2018
- Finalista Ligi Mistrzów UEFA (2x): 2013/2014, 2015/2016

#### Chelsea
- Mistrzostwo Anglii (1x): 2014/2015
- Puchar Ligi Angielskiej (1x): 2014/2015

#### Flamengo
- Mistrzostwo Brazylii (1x): 2019
- Copa Libertadores (1x): 2019
- Superpuchar Brazylii (1x): 2020
- Finalista Klubowych mistrzostw świata (1x): 2019

#### Reprezentacyjne
- Copa América (1x): 2019
- Puchar Konfederacji (1x): 2013

#### Indywidualne
- Drużyna sezonu Primera División: 2013/2014
- Drużyna sezonu według ESM: 2015/2016
- Drużyna sezonu Ligi Mistrzów UEFA: 2015/2016, 2016/2017
- Drużyna roku Campeonato Brasileiro Série A: 2019

### Trenerskie[6]

#### Flamengo
- Puchar Brazylii: 2023/2024
- Superpuchar Brazylii: 2024
- Campeao Carioca: 2024/2025

#### Flamengo U20
- Puchar Interkontynentalny U20: 2023/2024